# 近黑歧鬚鮠
近黑歧鬚鮠，為輻鰭魚綱鯰形目倒立鯰科的其中一種，為熱帶淡水魚，分布於非洲尼日河、塞內加爾河、甘比亞河、卡薩芒斯河、Geba、Kolente河與伏塔河流域，體長可達22公分，棲息在底中層水域，生活習性不明。